# Barão de Salgado Zenha
Barão de Salgado Zenha é um título nobiliárquico criado por D. Carlos I de Portugal, por Decreto de 3 de Dezembro de 1891, em favor de Manuel Salgado Zenha, Barão de Salgado Zenha no Brasil.
Titulares
1. Manuel Salgado Zenha, 1.º Barão de Salgado Zenha.